# Электро-дэнс
Электро-дэнс (фр. Dance électro, также известный как Tecktonik и Milky Way) — клубный танец, возникший в начале 2000-х годов на волне популярности ночных клубов под влиянием бельгийских клубных танцев. Танец был быстро популяризирован через видеоролики, размещённые на сайтах социальных сетей и видеохостингах. Название было выбрано потому, что это первый танец, который танцуют исключительно под музыку электро-хаус.

## Этимология
Отсутствие изначального имени для танца и одновременная популяризация вечеринок «Tecktonik Killer», организованных клубом «Метрополис», привели к тому, что на волне электро-дэнса появился бренд (торговая марка) «Tecktonik», которым в дальнейшем стали именовать и сам танец, и одежду.
Пионеры движения и ведущие танцоры предпочитают использовать термин «Tecktonik» для именования бренда, а «электро-дэнс» — для самого танца:

Tecktonik это марка одежды, СМИ используют это слово для именования танца, но они ни имеют ничего общего. Танец называется Electro Dance.

Создатель танца «Milky Way» (аналогичного электро-дэнсу) также негативно относится к использованию термина «тектоник»:

Не говорите «Tecktonik»! Это бренд использует танец, чтобы зарабатывать деньги. Мой танец не «Tecktonik», но вы можете называть его «Electro Dance» и «Milky Way». Пожалуйста, перешлите это сообщение по всему миру! Ещё шаг, рождается танец, а не бренд...

Такого же взгляда придерживаются другие ведущие танцоры:

Танец называется электро. И точка. Tecktonik — это марка, брэнд, это название фирмы. Если люди ищут в интернете электро, набирая в строке поиска «Тектоник», то они ничего не понимают. Это слово — название компании. Говорить «Я танцую Tecktonik» для танцора электро — то же самое, как если бы танцор стиля хип-хоп заявил: «Я танцую Kit-Kat» или «Я танцую Nike».

Некоторые считают тектоник уже отдельным танцем, но тоже делают акцент на том, что тектоник развился из электро-дэнса или имел с ним общий корень.

## Характеристика
Электро Дэнс держится на основе нескольких вариативных базовых движений, которые можно воспроизвести руками, также включает в себя все плоскости и уровни. Основы танца легко совместимы с другими танцевальными направлениями, и с легкостью могут быть применимы в них.
Примеры развития стиля вы можете лицезреть на таких мероприятиях как: Vertifight, Move&Prove, Oh My Style, LRC, Duel и тд.
Музыкальную основу составляют жанры: Electronic,Techno,Electro-House.

## Региональные сцены
- Франция
- Россия
- Украина
- Казахстан[8]
- Таджикистан
- Португалия
- Швейцария
- Белоруссия
- Италия
- Испания
- Кот-д’Ивуар
- Марокко
- Япония
- Республика Корея
- Азербайджан
- Мексика
- Монголия